# Commune du Creusot
La Commune du Creusot est une commune insurrectionnelle éphémère proclamée au Creusot en mars 1871.

## Histoire

### Situation au Creusot après la chute de l'Empire
Le 4 septembre 1870, la chute de l'Empire conduit Eugène Schneider, président du Corps législatif sous le régime déchu et maire du Creusot, à s'exiler en Angleterre ;
dans la ville, démocrates et conservateurs s'affrontent pour le pouvoir local vacant. Les premiers multiplient les réunions publiques et animent un comité de Défense nationale où la lutte contre les Prussiens s'organise selon les directives de Léon Gambetta, ministre de l'Intérieur du gouvernement provisoire.
Le 24 septembre, sous la pression populaire, Jean-Baptiste Dumay, président du comité de Défense nationale, est nommé maire provisoire du Creusot par le nouveau préfet. Le nouvel édile organise le ravitaillement des armées du Centre qui viennent se battre près de Dijon, protégeant le Creusot, et organise dans sa ville une Garde nationale ouvrière.
Mais le conseil municipal, simple émanation de l'état-major de Schneider, est resté en place : en effet, une délégation de la société a convaincu le ministre de l'Intérieur que seul son maintien pourrait préserver la production d'armes face à l'agitation révolutionnaire. Les quelques mesures sociales que propose le nouveau maire sont systématiquement rejetées par la direction.
En 1871, Jean-Baptiste Dumay demande et obtient de Giuseppe Garibaldi, avant qu'il ne quitte Dijon, quelque 4 000 fusils et autant de kilogrammes de munitions qui lui permettent d'équiper la Garde nationale. Lors des élections législatives du 8 février, la liste républicaine gambettiste, conduite par Garibaldi, est plébiscitée au Creusot par 77 % des suffrages ; mais la liste conservatrice, massivement soutenue par le vote paysan, l'emporte dans le département.
Le 26 février, des troubles éclatent en ville. Le gouvernement d'Adolphe Thiers envoie des troupes. Le 12 mars, le commissaire de police est révoqué et remplacé par son prédécesseur nommé sous l'Empire : le maire proteste énergiquement auprès du ministère de l'Intérieur et obtient l'annulation de la nomination.

### Déroulement de l'insurrection
Le 19 mars 1871, Jean-Baptiste Dumay fait une conférence aux ouvriers d'une fabrique de limes à Arnay-le-Duc : c'est là qu'il apprend le soulèvement, la veille, de la population parisienne contre le gouvernement de Thiers. Le lendemain, le Comité républicain-socialiste du Creusot décide pour le 26 mars une revue de la Garde nationale et une manifestation en faveur du mouvement parisien .
Le 25 mars, Albert Leblanc, envoyé en province par le Comité central de la Garde nationale parisienne, appelle les Creusotins à proclamer la Commune, à l'exemple de Paris, Lyon et Saint-Étienne. Avec son aide, Dumay prépare soigneusement la proclamation en vue du rassemblement du lendemain.
Le 26 mars, sur la place de l'hôtel de ville (actuelle place Schneider), le face-à-face entre gardes nationaux et soldats de ligne tourne à la fraternisation aux cris de « Vive la République » ; le colonel retire ses troupes. Depuis une fenêtre du premier étage de la mairie, sur laquelle est hissé le drapeau rouge, Jean-Baptiste Dumay proclame : « Je ne suis plus le représentant du Gouvernement de Versailles, je suis le représentant de la Commune du Creusot ».
Dans la nuit, il envoie les gardes nationaux occuper la gare, le télégraphe et la poste, mais c'est pour trouver les trois établissements déjà tenus par la troupe. Le matin du 27 mars, le préfet, le parquet et un renfort de mille soldats arrivent par le train. Les réunions sont interdites et des mandats d'arrêt sont lancés contre les meneurs du mouvement. Les manifestations de soutien à Dumay et à la Commune sont dispersées. 
Pourtant la proclamation est répétée plusieurs fois, le drapeau rouge est de nouveau hissé. Mais le 28 mars, l'ordre est définitivement rétabli. Les dirigeants du Comité républicain-socialiste parviennent pour la plupart à gagner Genève ; certains sont emprisonnés. Lui-même fait prisonnier, Dumay s'échappe et reste caché au Creusot. Fin avril, le préfet ordonne le désarmement de la garde nationale. 700 fusils et 20 000 cartouches sont saisit, mais bon nombre d'ouvriers gardent leurs armes.

### Suites
L'élection municipale du 30 avril voit Jean-Baptiste Dumay, toujours dans la clandestinité, s'opposer à Henri Schneider : il s'en faut de seize voix que sa liste ne passe tout entière au premier tour. Mais une centaine d'ouvriers sont opportunément renvoyés avant le second et, le 10 mai, tous les candidats « Schneider » sont élus. Henri Schneider restera maire 25 ans.
Les 28 et 29 juin, la Cour d'assises de Chalon juge vingt-deux Creusotins inculpés pour excitation à la guerre civile : elle acquitte les treize accusés présents, mais Dumay, exilé en Suisse, est condamné par contumace, le 9 septembre, aux travaux forcés à perpétuité. Revenu en France en 1880, il rejoint le courant possibiliste et est élu conseiller municipal de Paris (1887-1890), puis député de la Seine (1889-1893). Après un échec aux élections législatives de 1893 à Saint-Étienne, où il s'était présenté en tant que socialiste indépendant, il se tint en retrait de la scène politique. Retiré à Chelles, il anima la SFIO locale.